# Sultanzâde Nâsıreddin II Mehmed Bey
Sultanzâde Nâsıreddin II Mehmed Bey o Sultan-zade Nasir al-Din Mehmed Beg, també Gıyâseddin o Ghiyath al-Din Mehmed Beg fou emir o bei de la dinastia dels karamànides. Era fill de l'emir Ala al-Din Beg i quan el seu pare fou executat el 1397 i el principat annexionat per Baiazet I, fou empresonat a Brusa junt amb el seu germà Alâeddin Ali Bey.
Després de la batalla d'Ankara del 20 de juliol de 1402, Tamerlà va ocupar Anatòlia i va restablir els antics principats que havien estat annexionats pels otomans. Mehmed i el seu germà Ali foren alliberats i establerts com a emirs (o begs) de Laranda, Konya i les altres viles que havien estat del seu pare, i a més hi va afegir Kayseri, Kir Shehir i Sivri Hisar.
Mehmed era un home ambiciós i aviat es va apoderar dels territoris de l'antic beylik de Hamit-oğhlu. En els següents anys va aprofitar la feblesa del sultà mameluc Fàraj (1405-1412) i li va arrabassar Tars, Kara Hisar (Afyonkara Hisar) i Kütahya; algunes referència diuen fins i tot que va ocupar Antalya. El 1413 va assetjar Bursa; però les circumstàncies favorables que havien permès aquests èxits s'estaven acabant: el 1414 va haver de signar la pau amb l'otomà Mehmet I Çelebi al que va haver de retornar Beyshehri, Seydi Shehri i Ak Shehir. La pau es va trencar al cap de poc i el 1415 fou fet presoner fins que va acceptar la sobirania otomana.
El 1418 al-Muayyad Sayf-ad-Din Shaykh Tatar, sultà mameluc, li va exigir la devolució de Tars (que després de perdre-la el 1414 o 1415, havia ocupat per segon cop vers el 1417) però no va accedir i encara va donar la seva filla en matrimoni a Ibrahim Beg dels Ramadan-oghlu, al que va prometre protecció contra el sultà mameluc. El sultà va enviar el seu fill Ibrahim al front d'un fort exèrcit i Mehmed va haver de retirar-se per no arriscar la batalla i va buscar refugi en les muntanyes. Les tropes egípcies van ocupar el país; Kayseri fou cedida a Dhu l-Kadr i la resta de l'estat karamànida a Ali Beg, germà de Mehmed (1419). Quan l'exèrcit egipci va abandonar la zona, Mehmed va baixar de les muntanyes i va començar a recuperar territori; la major part dels seus antics dominis van tornar al seu poder però quan va atacar Kayseri fou derrotat per l'emir Nasir al-Din Muhammad, i el seu fill Mustafa va morir i ell mateix fou fet presoner i enviat al Caire.
Ali Beg va intentar restaurar el seu domini sobre el principat amb l'ajut dels mamelucs però no ho va aconseguir. Konya va resistir el seu atac, defensada amb energia per Sunghur, un oficial que romania lleial a Mehmed; un altre fill d'aquest, Tadj al-Din Ibrahim, va atacar a Ali Beg, i finalment aquest va retornar a la seva capital, Nigde. A la mort del sultà egipci el 1421, Mehmed fou alliberat i va retornar al seu país on fou reconegut sense cap dificultat a la major part dels llocs.
El 1423, aprofitant el conflicte entre el nou sultà otomà Murat II i el seu oncle Mustafà Çelebi, pretendent al tron que tenia el suport romà d'Orient, va assetjar Antalya seguint el consell de l'emir de Tekeoğulları Uthman Beg, però va morir en els combats a causa d'un tret fet des de la fortalesa. Fou enterrat a Laranda. El seu germà Ali Beg de Nigbe fou reconeguts pels emirs.
En la seva vida privada fou moderat i respectuós dels homes de ciències; no gaudia de gaire popularitat a causa dels alts impostos que sovint exigia.